# New Rochelle
New Rochelle är en stad i Westchester County i delstaten New York i USA. Den hade 77 062 invånare år 2010.

## Kända personer från New Rochelle
- Richard Edson, skådespelare och musiker
- Walter Lantz, animatör
- Don McLean, musiker
- Richard Roundtree, skådespelare
- Marlena Shaw, sångare